# Guerres de religió a Europa

La batalla de la Muntanya Blanca a Bohèmia (1620) - una de les batalles decisives de la Guerra dels Trenta Anys.

Les guerres de religió a Europa van ser una sèrie de guerres que van tenir lloc al continent europeu i que començaren amb la Reforma Protestant que va començar en 1517 i duraren fins al 1697. Esclataren a conseqüència de la reforma protestant de Martí Luter. Tot i no tenir sempre una relació aparent entre elles, totes van estar relacionades les unes amb les altres.

## Llista dels principals conflictes

### Anteriors a la reforma protestant
- - Les Guerres Hussites (1419-1434)

### Segle XVI
- Sacre Imperi:
  - La Guerra dels Camperols alemanya (1524-1526)
  - Les guerres de Kappel a Suïssa (1529 i 1531)
  - les guerres d'Esmalcada (1546-1547)
  - La Guerra de Colònia (1583-1588)

- Anglaterra:
  - La revolta de la Lliure Oració Comú (1549)
  - El Sollevament del Nord (1569)
  - La guerra angloespanyola (1585-1604)

- Escòcia:
  - Sollevament protestant (1559-1560)

- França:
  - Guerres de religió a França (1562-1589)

- Països Baixos:
  - Guerra dels Vuitanta Anys (1568-1648)

- Irlanda:
  - Reconquesta Tudor d'Irlanda (1529–1603)
  - Rebel·lions de Desmond (1569-1583)
  - Guerra dels Nou Anys Irlandesa (1594-1603)

### Segle XVII
La Guerra dels Trenta Anys va ser potser la més important de totes pel seu caràcter global. Va fer que se'n derivessin altres guerra. A Portugal la Guerra de Restauració portuguesa, a Catalunya la Guerra dels Segadors, a més de revoltes a Nàpols,...
- Europa:
  - Guerra dels Trenta Anys (1618-1648)
  - Setge de Viena (1683)

- França:
  - Rebel·lions hugonots (1621-1629)

- Regne Unit:
  - Guerres dels tres regnes (1639-1651)

### Segle XVIII
- França:
  - La Guerra de Cevenes (1702-1704)